# Liste der Umweltminister von Frankreich
Diese Liste umfasst die für Umweltschutz und verwandte Themen zuständigen Minister in Frankreich.
| Minister                   | Beginn             | Ende              | Bezeichnung * |
| -------------------------- | ------------------ | ----------------- | --- |
| Robert Poujade             | 7. Januar 1971     | 27. Februar 1974  | Minister für den Schutz der Natur und der Umwelt (Ministre de la Protection de la nature et de l’Environnement) |
| Alain Peyrefitte           | 1. März 1974       | 27. Mai 1974      | Minister für Kultur und Umwelt (Ministre des Affaires culturelles et de l’Environnement) |
| Michel d’Ornano            | 30. März 1977      | 13. Mai 1981      | Minister für Kultur und Umwelt (Ministre de la Culture et de l’Environnement) |
| Michel Crépeau             | 22. Mai 1981       | 22. März 1983     | Umweltminister (Ministre de l’Environnement) |
| Huguette Bouchardeau       | 24. März 1983      | 20. März 1986     | |
| Alain Carignon             | 20. März 1986      | 10. Mai 1988      | Beigeordneter Minister für Umwelt (Ministre délégué à l’Environnement) |
| Brice Lalonde              | 12. Mai 1991       | 2. April 1992     | Umweltminister (Ministre de l’Environnement) |
| Ségolène Royal             | 2. April 1992      | 29. März 1993     | |
| Michel Barnier             | 30. März 1993      | 11. Mai 1995      | |
| Corinne Lepage             | 18. Mai 1995       | 2. Juni 1997      | |
| Dominique Voynet           | 4. Juni 1997       | 10. Juli 2001     | Minister für Umwelt- und Raumplanung (Ministre de l’Aménagement du territoire et de l’Environnement) |
| Yves Cochet                | 10. Juli 2001      | 6. Mai 2002       | |
| Roselyne Bachelot          | 7. Mai 2002        | 30. März 2004     | Minister für Umwelt und nachhaltige Entwicklung (Ministre de l’Écologie et du Développement durable) |
| Serge Lepeltier            | 31. März 2004      | 31. Mai 2005      | |
| Nelly Olin                 | 2. Juni 2005       | 15. Mai 2007      | |
| Alain Juppé                | 18. Mai 2007       | 18. Juni 2007     | Minister für Ökologie, nachhaltige Entwicklung und Raumordnung (Ministre de l’Écologie, du Développement et de l’Aménagement durables)                                                                             |
| Jean-Louis Borloo          | 19. Juni 2007      | 13. November 2010 | Minister für Ökologie, Energie, nachhaltige Entwicklung und Raumplanung (Ministre de l’Écologie, de l’Énergie, du Développement durable et de l’Aménagement du territoire)                                         |
| Nathalie Kosciusko-Morizet | 14. November 2010  | 22. Februar 2012  | Minister für Ökologie, nachhaltige Entwicklung, Verkehr und Wohnungswesen (Ministre de l’Écologie, du Développement durable, des Transports et du Logement)                                                        |
| François Fillon            | 22. Februar 2012   | 10. Mai 2012      | |
| Nicole Bricq               | 16. Mai 2012       | 18. Juni 2012     | Minister für Ökologie, nachhaltige Entwicklung und Energie (Ministre de l’Écologie, du Développement durable et de l’Énergie)                                                                                      |
| Delphine Batho             | 21. Juni 2012      | 3. Juli 2013      | |
| Philippe Martin            | 3. Juli 2013       | 31. März 2014     | |
| Ségolène Royal             | 2. April 2014      | 17. Mai 2017      | Minister für Umwelt, Energie und des Meers, beauftragt mit den internationalen Beziehungen zum Klima (Ministre de l’Environnement, de l’Énergie et de la Mer, chargée des Relations internationales sur le climat) |
| Nicolas Hulot              | 17. Mai 2017       | 4. September 2018 | Minister für den ökologischen und solidarischen Übergang (Ministre de la Transition écologie et solidaire) |
| François de Rugy           | 4. September 2018  | 16. Juli 2019     | |
| Élisabeth Borne            | 16. Juli 2019      | 6. Juli 2020      | |
| Barbara Pompili            | 6. Juli 2020       | 20. Mai 2022      | |
| Amélie de Montchalin       | 20. Mai 2022       | 4. Juli 2022      | |
| Christophe Béchu           | 4. Juli 2022       | 5. September 2024 | |
| Agnès Pannier-Runacher     | 21. September 2024 | –                 | |